# Puff (journalistik)
För andra betydelser, se puff.
| Puff |
| --- |
| Artikel samt förstasidespuff för artikel (under rubriken "Lugnt och skönt på riks-13"). - Betydelse – reklam (på en tidnings förstasida) för artikel inuti tidningen - Ursprung – engelskans puff (i svenska från 1844) - Relaterade ord – trailer, annons, blänkare |

En puff är en journalistisk term med betydelsen 'reklam (för något)'. Begreppet puff används även i reklamsammanhang för annan typ av material.
Puffen motsvaras inom film och TV av trailern. Samtidigt kan en programledare eller nyhetsuppläsare puffa för ett kommande inslag.

## Användning

### Etermedier
En puff inom etermedier (och liknande ljud- och bildmedia) avser att en programledare eller nyhetsuppläsare på redaktionell plats uppmanar publiken att ta del av material utanför den egna programramen. Oftast handlar det om andra program på samma radio- eller TV-kanal.

### Tryckta tidningar
Puffen (artikelpuff)  är en kort sammanfattning av en artikel i en tidning eller liknande. Den syns ofta på en tidnings framsida (förstasidespuff) och fungerar som reklam för materialet inuti tidningen.
Den är fristående från själva artikeln och syftar till att locka till läsning av – puffa för – den fullständiga artikeln. I slutet av puffen finns det i papperstidningar en sidhänvisning till var man kan hitta den fullständiga artikeln och i elektroniska tidningar en länk till densamma. Puffar förekommer vanligtvis på en tidnings förstasida, men de kan också användas för att göra reklam för tidningen eller artikeln på andra platser.

### Övrig användning
Begreppet har sedan 1800-talet (se nedan) även använts för att beskriva överdrivet eller okritiskt beröm, som ges i reklamsyfte. Den eller det som "puffas" kan vara en konstnär, offentlig föreställning, bok eller annan typ av vara.
Puffens utformning har redan från början oftast syftat på något skrivet i form av en annons, notis eller artikel. Den journalistiska betydelsen ovan, där man puffar för tidningens eget journalistiska material, är därför en utveckling av grundbetydelsen 'reklam', och denna går i sin tur tillbaka till den äldre betydelsen av 'något uppblåst', 'uppblåsning' eller 'knuff'. På senare år har ordet ofta kommit att användas vid 'uppmuntran' mellan bekanta personer.

## Etymologi
Ordet puff i den här betydelsen kommer från engelskans ord med samma stavning. Det finns i svensk text sedan 1844, då använt för reklammaterial i en kalender. Puff finns i svenska språket i ett antal olika betydelser, alla med en grundbetydelse av 'något uppblåst', 'uppblåsning', 'knuff', 'uppmuntran' eller 'reklam'. I tidigare införda betydelser ('knuff', i svenskan från 1621; puffärm, från 1778; mindre gasutbrott, från 1845) är ordet hämtat från tyska språket. I betydelsen benlös pall kom det 1864 från franskans pouf (i sin tur ett lån från tyskan), medan senare lån tagits från engelskan; här finns också betydelsen 'luftig, spröd produkt av sädeskorn' (exempel: popcorn).